# Enoploderes bicolor
Enoploderes bicolor là một loài bọ cánh cứng trong họ Cerambycidae.